# Peter Handberg
Peter Handberg, född 19 juli 1956 i Blackeberg, är en svensk författare och översättare. Han debuterade 1988 med Från slutna rum: berättelser från Berlin. Handberg, som periodvis varit bosatt i Berlin, utgav 2009 den delvis personligt färgande Släpp ingen levande förbi: berättelser från murens Berlin. Till svenska har han översatt och kommenterat verk av huvudsakligen tyskspråkiga författare som Robert Walser, Friedrich Nietzsche, Martin Buber, Georg Christoph Lichtenberg, Gottfried Benn och Georg Trakl. Han har också skrivit flera böcker om de baltiska länderna och kalla krigets kärnvapenkapprustning.

## Böcker
- 1988 – Från slutna rum: berättelser från Berlin
- 1999 – Kleist – slutet
- 2007 – Undergångens skuggor: missiler och möten (reportage)
- 2008 – Kärleksgraven: baltiska resor
- 2009 – Släpp ingen levande förbi: berättelser från murens Berlin
- 2010 – Hjärnjonglören typ
- 2011 – Den nedkopplade himlen (essäer)
- 2012 – Skuggor (roman)
- 2013 – Klubb Ibsen (roman)
- 2014 – Promenad med störningar. Druskowitz vs Nietzsche (essä)
- 2015 – Den vita fläcken (roman)
- 2017 – Jag ville leva på djupet (essä)
- 2019 – Världens yttersta platser. Judiska spår
- 2022 – Strö aska över ditt huvud. Tusen och en röst
- 2024 – Flaskpost från Förintelsen. Litauiska resor
- 2025 – Den mäktiga floden dånar. En reseberättelse från Ukraina

## Översättningar (urval)
- 1988 – Robert Walser: När svaga håller sig för starka (Interculture)
- 1991 – Kurt Schwitters: Evigheten varar längst (AWE/Geber)
- 1992 – Robert Musil: Historier som inga är (Nachlass zu Lebzeiten) (Fischer)
- 1995 – Martin Buber: Logos
- 1996 – Paul Virilio: Försvinnandets estetik (Norstedts)
- 1996 – Botho Strauss: Skymma, ljuga, bo (Wohnen, dämmern, lügen) (Norstedts)
- 1996 – Georg Trakl: Det ondas förvandling. Dikter i urval
- 1998 – Meret Oppenheim: Sviischschsch! så var den vackraste vokalen tom: dikter & texter (ellerströms)
- 1999 – Gottfried Benn: Dikter & Breviarium
- 1999 – Gottfried Benn: Det moderna jaget. Prosa i urval
- 2001 – Robert Walser: Att vi lever i en ond värld. Sen prosa & Mikroskrifter. 2 band (Symposion)
- 2001 – Friedrich Nietzsche: Morgonrodnad
- 2003 – Friedrich Nietzsche: Till moralens genealogi
- 2003 – Rüdiger Safranski: Nietzsche – tankarnas biografi
- 2006 – Henry David Thoreau: Walden (Walden) (Natur & Kultur)
- 2006 – Jonathan deGroot: Bomben – ett liv
- 2008 – Else Lasker-Schüler: Dikter & porträtt (Ersatz)
- 2009 – Friedrich Glauser: Kinesen (Der Chinese) (Ersatz)
- 2009 – Friedrich Glauser: Morfin. Prosa i urval
- 2009 – Hans Magnus Enzensberger: Hammerstein
- 2011 – Karl Schlögel: Terror och dröm (Natur & Kultur)
- 2014 – Friedrich Nietzsche: Världen ligger som naken inför ens fötter. Brev i urval
- 2016 – George Orwell: Som jag behagar: essäer i urval (Natur & Kultur)
- 2017 – Friedrich Nietzsche: Så talade Zarathustra (Symposion)
- 2017 – Frank Wedekind: Mine Haha eller unga flickors fysiska fostran (Faethon)
- 2017 – Henry David Thoreau: Dagboksanteckningar
- 2017  – Frankopan, Peter. Sidenvägarna: en ny världshistoria. Stockholm: Albert Bonniers förlag. Libris 20573611. ISBN 9789100171575
- 2019 – Robert Walser: Betydande människor kallar mig ett barn. Mikroskrifter i urval
- 2019 – Robert Walser: Promenaden
- 2019 – Carl Seelig: Vandringar med Robert Walser
- 2022 – Robert Walser: Rövaren
- 2022 – Friedrich Schlegel: En avgrund av individualitet. Romantiska fragment
- 2022 – Norbert Jacques: Dr. Mabuse, spelaren
- 2023 – Vauvenargues: Andas på snö. Maximer och tankar
- 2025 – Hilde Domin: Då reste jag mig upp och gick hem i ordet. Dikter i urval

## Priser och utmärkelser
- 2002 – De Nios översättarpris
- 2007 – Albert Bonniers 100-årsminne
- 2009 – Sorescupriset
- 2010 – Axel Hirschs pris
- 2010 – Lotten von Kræmers pris
- 2016 – Svenska PEN. Medel ur Prins Wilhelms stipendiefond
- 2020 – Doblougska priset[1]